# Sulphur Springs (Texas)
Sulphur Springs és una població dels Estats Units a l'estat de Texas. Segons el cens del 2000 tenia 14.551 habitants.

## Demografia
Segons el cens del 2000, Sulphur Springs tenia 14.551 habitants, 5.780 habitatges, i 3.855 famílies. La densitat de població era de 314,6 habitants per km².
Dels 5.780 habitatges en un 31,5% hi vivien nens de menys de 18 anys, en un 50% hi vivien parelles casades, en un 13,2% dones solteres, i en un 33,3% no eren unitats familiars. En el 29,4% dels habitatges hi vivien persones soles el 14,7% de les quals corresponia a persones de 65 anys o més que vivien soles. El nombre mitjà de persones vivint en cada habitatge era de 2,44 i el nombre mitjà de persones que vivien en cada família era de 3,02.
Per edats la població es repartia de la següent manera: un 25,9% tenia menys de 18 anys, un 9% entre 18 i 24, un 26,7% entre 25 i 44, un 20,9% de 45 a 60 i un 17,5% 65 anys o més.
L'edat mediana era de 36 anys. Per cada 100 dones de 18 o més anys hi havia 82,4 homes.
La renda mediana per habitatge era de 30.403 $ i la renda mediana per família de 36.802 $. Els homes tenien una renda mediana de 29.559 $ mentre que les dones 21.179 $. La renda per capita de la població era de 16.662 $. Aproximadament el 12,6% de les famílies i el 16,4% de la població estaven per davall del llindar de pobresa.

## Poblacions més properes
El següent diagrama mostra les poblacions més properes.